# Koninklijke Academie voor Nederlandse Taal en Letteren
De Koninklijke Academie voor Nederlandse Taal en Letteren (afgekort tot KANTL) is een wetenschappelijk genootschap dat sinds 1886 de Nederlandse taal en literatuur bestudeert en stimuleert. De Academie reikt jaarlijks een literaire en een wetenschappelijke prijs uit van telkens een geldbedrag van 5000 euro.

## Geschiedenis
In 1886 werd de Koninklijke Vlaamsche Academie voor Taal- en Letterkunde opgericht. Het was de eerste officiële instelling van België waarin op een wetenschappelijke manier het Nederlands bestudeerd werd. Bij haar oprichting kreeg zij ook de opdracht de literatuur in de volkstaal te bevorderen en initiatieven voor de ontwikkeling van de wetenschappen in het Nederlands te coördineren. Aldus begaf ze zich enigszins buiten het door haar naam gesuggereerde terrein.
In 1835 al hadden Jan Frans Willems en Jan Baptist David aan premier de Theux het verzoek gericht een academie op te richten die officiële beslissingen inzake de spelling zou kunnen nemen. Voorlopig leidde dit op 4 november 1836 tot de oprichting van de Maetschappy ter bevordering van de Nederduitsche Tael- en Letterkunde. Deze was gevestigd te Brussel, met plaatselijke afdelingen in meerdere Vlaamse steden, en verzorgde de uitgave van het tijdschrift Belgisch Museum voor de Nederduitsche Tael- en Letterkunde en de Geschiedenis des Vaderlands, dat van 1837 tot 1846 verscheen. Ook organiseerde deze Maetschappy het taalcongres van 1841.
Aan de instelling werd in 1924 rechtspersoonlijkheid toegekend. In 1938 werden de eigen Vlaamse Academie voor Letteren, Wetenschappen en Schone Kunsten en de Vlaamse Academie voor Geneeskunde opgericht. De Academie bestaat sinds 1939 uit 30 gewone leden en 25 buitenlandse ereleden.
De Academie speelde een belangrijke rol in de Vlaamse ontvoogding en stuurde de Vlaamse Beweging op cultureel en intellectueel vlak in sterke mate. In politiek opzicht heeft de Academie zich echter altijd neutraal opgesteld. In 1972 werd de instelling herdoopt tot Koninklijke Academie voor Nederlandse Taal- en Letterkunde (KANTL), Bij de tweede staatshervorming in 1980 werd de bevoegdheid over de Academie overgedragen aan de Vlaamse Gemeenschap waarbij het het een zelfstandige en ongebonden Vlaamse overheidsinstelling werd. De Cultuurraad voor de Nederlandse Cultuurgemeenschap nam een decreet aan waarin onder meer was voorzien dat de Academie de Vlaamse regering zou adviseren. De KANTL is gehuisvest in het Huis van Oombergen in Gent.
In 2018 werd de naam vereenvoudigd tot Koninklijke Academie voor Nederlandse Taal en Letteren, met behoud van het acroniem KANTL. Anno 2018 mogen er maximaal veertig leden en een onbepaald aantal ereleden zijn.
In 2023 riep de academie een nieuwe prijs in het leven: de Taalpenning. Die wordt uitgereikt aan iemand die de Nederlandse taal uitdraagt in de brede samenleving. De bedoeling is om de prijs om de twee jaar uit te reiken.

### Voorzitter
- 2012: Frank Willaert
- 2014: Marcel De Smedt
- 2015-2017: Erik Vlaminck met Frank Willaert als ondervoorzitter
- 2018-2019: Frank Willaert met Leen van Dijck als ondervoorzitter
- 2019-2021: Leen van Dijck met Frank Willaert als ondervoorzitter
- 2021-2023: Leen van Dijck met Luc Devoldere als ondervoorzitter

## Voetnoten
1. ↑  Koninklijk Besluit van 8 juli 1886
2. ↑  Blondeau, Roger-A. (1991): Wetenschap in de taal der Vlamingen, Gent: Reinaert-Het Volk, p. 294-297
3. ↑  Wet van 2 augustus 1924
4. ↑  Koninklijk Besluit van 20 april 1972
5. ↑  Decreet van 13 februari 1980
6. ↑  Decreet van 12 oktober 2018 betreffende de Koninklijke Academie voor Nederlandse Taal en Letteren
7. ↑  Jozef Deleu krijgt eerste Taalpenning. De Standaard (14 april 2023). Gearchiveerd op 14 april 2023. Geraadpleegd op 14 april 2023.